# Божи Дар (Чехия)
Божи Дар (на чешки: Boží Dar; на немски: Gottesgab) е най-високо разположеният град в Чехия. Града се намира в Карловарски край на Чехия, близо до границата с Германия. От 10 октомври 2006 г. е със статут на град. Много важни са ски зоните базирани в околността.

## Административно деление
- Божи Дар
- Рижовна
- Злати Копец

- Бароковата църква Св. Анна(черква 2005)
- Интериор на църквата